# Marquise-Thérèse de Gorla
Marquise-Thérèse de Gorla, även känd under sitt artistnamn Mademoiselle Du Parc, född 1633, död 11 december 1668 i Paris, var en fransk skådespelare och balettdansare. Hon tillhörde stjärnorna i Molières teater. Hon var föremål för en dikt av Corneille. 
Hon var dotter till Giacomo Gorla och var enligt uppgift verksam som dansare och skådespelare i ett kringresande teatersällskap innan hon anslöt sig till Molières teater Troupe de Molière under deras uppträdande i Lyon 1653. Hon gifte sig 23 februari 1653 med sin kollega René Berthelot, som bar artistnamnet Du Parc, varefter hon antog samma namn som artistnamn. 
Du Parc debuterade i Paris för monarken 24 oktober 1658 och sedan för allmänheten. Hon utförde huvudroller och dansade även balett. Som dansare väckte hon stor uppmärksamhet då man under hennes uppträdande kunde se hennes ben i slitsar på sidorna ända upp till låren, något som på den tiden ansågs skandalöst - det antecknas också att hon hade sytt fast silkesstrumporna i sina underkläder. Hon och maken lämnade tillfälligt Molière för Corneille på Théâtre du Marais 1659-1660. Du Parc anslöt sig sedan till Jean Racines teater i Hôtel de Bourgogne. Racine skrev rollen Andromache för henne. 
Hon avled som en av Frankrikes största stjärnor. Det fanns misstankar om att hon blivit förgiftad; under Giftmordsaffären 1680 angavs Racine av La Voisin för att ha förgiftat henne, men han blev aldrig arresterad.  Den troligaste dödsorsaken anses dock vara ett missfall eller en inkompetent utförd abort.